# Maestro de ceremonias (protocolo)
Entre los cargos protocolarios de las monarquías europeas estuvo el de maestro de ceremonias, comenzando por la corte papal de la Santa Sede.
En la monarquía francesa había un Grand maître des cérémonies.
En la monarquía inglesa había un Master of the Ceremonies y un Master of the Revels.
Había cargos similares en las monarquías asiáticas: en el Imperio del Japón había un maestro de ceremonias.